# 6A busz (Szombathely, 2013–2014)
A szombathelyi 6A jelzésű autóbusz az Autóbusz-állomás és az Országos Büntetés Végrehajtó Intézet között közlekedett 2013 szeptemberétől 2014. február 10-ig. A járaton Credo BN 12 és Ikarus 263 típusú szólóbuszok közlekedtek. A vonalat a Vasi Volán Zrt. üzemeltette.

## Útvonala
| Autóbusz-állomás felé: | OBV Intézet felé: |
| --- | --- |
| - Országos Büntetés Végrehajtási Intézet - Söptei út - Semmelweis Ignác utca - Vasút utca - Vasútállomás - Szelestey László utca - Vörösmarty Mihály utca - Szent Márton utca - Thököly Imre utca - Kiskar utca - Hollán Ernő utca - Sörház utca - Autóbusz-állomás, Sörház utca | - Autóbusz-állomás, Brutscher utca - Brutscher József utca - Sörház utca - Hollán Ernő utca - Kiskar utca - Thököly Imre utca - Szent Márton utca - Nádasdy Ferenc utca - Széll Kálmán utca - Vasútállomás - Vasút utca - Semmelweis Ignác utca - Söptei út - Országos Büntetés Végrehajtási Intézet |

## Megállói

### Autóbusz-állomás felé
| Megállóhely neve             | Menetidő | Átszállási lehetőségek                                    | Fontosabb létesítmények |
| ---------------------------- | -------- | --------------------------------------------------------- | --- |
| OBV Intézet                  | 0        | -                                                         | Országos Büntetés Végrehajtási Intézet |
| Rendőrség                    | 4        | 6                                                         | Huszárőr laktanya, 112-es központ |
| Söptei út 72.                | 6        | 6                                                         | Teleki Blanka utcai ipartelep |
| Lovas u.                     | 7        | 6                                                         | |
| Kenyérgyár                   | 8        | 6                                                         | FERROSÜT sütőüzem, Donászy Magda Óvoda |
| Semmelweis I. u.             | 10       | 2A, 2C, 30Y, 6, 29A, 29C                                  | MÁV-rendelő |
| Vasútállomás                 | 11       | 1, 1A, 1C, 1U, 2A, 2C, 30Y, 3A, 5, 7, 8, 26, 27, 29A, 29C | Vasútállomás, Helyi autóbusz-állomás, Éhen Gyula tér |
| 56-osok tere (Vörösm. u.)    | 13       | 1, 1A, 2C, 30Y, 6, 7, 8, 26, 27, 29C                      | 56-osok tere, Vámhivatal, Földhivatal, Államkincstár, Gyermekotthon |
| Aluljáró (Szt. M. u.)        | 15       | 1, 1A, 30Y, 6, 7, 8, 26, 27, 29C                          | Borostyánkő áruház, Piac, Vízügyi Igazgatóság |
| Városháza                    | 17       | 1, 1A, 30Y, 7, 8, 9, 26, 27                               | Városháza, Fő tér, Isis irodaház, Okmányiroda |
| Nyomda                       | 18       | 30Y, 8, 9, 27                                             | Nyomda, Óperint Üzletház, Smidt Múzeum, Kiskar utcai rendelő, Székesegyház, Megyeháza, Püspöki Palota, Nyugat Magyarországi Egyetem D Épület, Levéltár                                                                                        |
| Autóbusz-állomás (Sörház u.) | 19       | 1U, 30Y, 3A, 5, 8, 9, 23, 27                              | Autóbusz-állomás, Ady Endre tér, Tűzoltóság, Régi börtön, Megyei Művelődési és Ifjúsági Központ, Kereskedelmi és Vendéglátói Szakközépiskola, Puskás Tivadar Szakképző Iskola, Romkert, Weöres Sándor Színház, Brenner János Általános Iskola |

### OBV Intézet felé
| Megállóhely neve                | Menetidő | Átszállási lehetőségek                                      | Fontosabb létesítmények |
| ------------------------------- | -------- | ----------------------------------------------------------- | --- |
| Autóbusz-állomás (Brutscher u.) | 0        | 1U, 30Y, 3A, 5, 8, 9, 23, 27                                | Autóbusz-állomás, Ady Endre tér, Tűzoltóság, Régi börtön, Megyei Művelődési és Ifjúsági Központ, Kereskedelmi és Vendéglátói Szakközépiskola, Puskás Tivadar Szakképző Iskola, Romkert, Weöres Sándor Színház, Brenner János Általános Iskola |
| Nyomda                          | 2        | 30Y, 8, 9, 27                                               | Nyomda, Óperint Üzletház, Smidt Múzeum, Kiskar utcai rendelő, Székesegyház, Megyeháza, Püspöki Palota, Nyugat Magyarországi Egyetem D Épület, Levéltár                                                                                        |
| Városháza                       | 3        | 1, 1A, 30Y, 6, 7, 8, 9, 26, 27                              | Városháza, Fő tér, Isis irodaház, Okmányiroda |
| Aluljáró (Thököly u.)           | 4        | 1, 1A, 30Y, 6, 7, 9, 26, 27                                 | Történelmi Témapark, Ferences templom |
| 56-osok tere (Széll K. u.)      | 6        | 1, 2A, 30Y, 6, 29A                                          | 56-osok tere, Vámhivatal, Földhivatal, Államkincstár, Gyermekotthon |
| Vasútállomás                    | 8        | 1, 1A, 1C, 1U, 2A, 2C, 30Y, 3A, 5, 6, 7, 8, 26, 27 29A, 29C | Vasútállomás, Helyi autóbusz-állomás, Éhen Gyula tér |
| Semmelweis I. u.                | 10       | 2A, 2C, 30Y, 6, 29A, 29C                                    | MÁV-rendelő |
| Kenyérgyár                      | 11       | 6                                                           | FERROSÜT sütőüzem, Donászy Magda Óvoda |
| Lovas u.                        | 12       | 6                                                           | |
| Söptei út 72.                   | 13       | 6                                                           | Teleki Blanka utcai ipartelep |
| Rendőrség                       | 15       | 6                                                           | Huszárőr laktanya, 112-es központ |
| OBV Intézet                     | 19       | -                                                           | Országos Büntetés Végrehajtási Intézet |